# Llista d'espècies de diplúrids
La llista d'espècies de diplúrids, conté una família d'aranyes migalomorfs descrita per primera vegada per Eugène Simon l'any 1889. Es caracteritzen pel fet que la regió cefàlica no és més gran que la toràcica. El 2023 contenia 132 binomis (espècies i sinnònims).

## Gèneres i espècies

### Allothele
Allothele Tucker, 1920
- Allothele australis (Purcell, 1903) (Sud-àfrica)
- Allothele caffer (Pocock, 1902) (Sud-àfrica)
- Allothele malawi Coyle, 1984 (Malawi, Sud-àfrica)
- Allothele regnardi (Benoit, 1964) (Congo, Angola)
- Allothele teretis Tucker, 1920 (Sud-àfrica)

### Andethele
Andethele Coyle, 1995
- Andethele huanca Coyle, 1995 (Perú)
- Andethele lucma Coyle, 1995 (Perú)
- Andethele tarma Coyle, 1995 (Perú)

### Australothele
Australothele Raven, 1984
- Australothele bicuspidata Raven, 1984 (Nova Gal·les del Sud)
- Australothele jamiesoni Raven, 1984 (Queensland, Nova Gal·les del Sud)
- Australothele maculata Raven, 1984 (Queensland)
- Australothele magna Raven, 1984 (Queensland)
- Australothele montana Raven, 1984 (Nova Gal·les del Sud)
- Australothele nambucca Raven, 1984 (Nova Gal·les del Sud)
- Australothele nothofagi Raven, 1984 (Queensland, Nova Gal·les del Sud)

### Caledothele
Caledothele Raven, 1991
- Caledothele annulatus (Raven, 1981) (Nova Caledònia, Illes Loyalty)
- Caledothele aoupinie Raven, 1991 (Nova Caledònia)
- Caledothele australiensis (Raven, 1984) (Victòria)
- Caledothele carina Raven, 1991 (Nova Caledònia)
- Caledothele elegans Raven, 1991 (Nova Caledònia)
- Caledothele tonta Raven, 1991 (Nova Caledònia)
- Caledothele tristata Raven, 1991 (Nova Caledònia)

### Carrai
Carrai Raven, 1984
- Carrai afoveolata Raven, 1984 (Nova Gal·les del Sud)

### Cethegus
Cethegus Thorell, 1881
- Cethegus barraba Raven, 1984 (Nova Gal·les del Sud)
- Cethegus broomi (Hogg, 1901) (Nova Gal·les del Sud)
- Cethegus colemani Raven, 1984 (Queensland)
- Cethegus daemeli Raven, 1984 (Queensland)
- Cethegus elegans Raven, 1984 (Queensland)
- Cethegus fugax (Simon, 1908) (Oest d'Austràlia, Sud d'Austràlia)
- Cethegus hanni Raven, 1984 (Queensland)
- Cethegus ischnotheloides Raven, 1985 (Sud d'Austràlia)
- Cethegus lugubris Thorell, 1881 (Queensland)
- Cethegus multispinosus Raven, 1984 (Queensland)
- Cethegus pallipes Raven, 1984 (Queensland)
- Cethegus robustus Raven, 1984 (Queensland)

### Xilehexops
Xilehexops Coyle, 1986
- Xilehexops australis (Mello-Leitão, 1939) (Xile)
- Xilehexops misionensis Goloboff, 1989 (Argentina)
- Xilehexops platnicki Coyle, 1986 (Xile)

### Diplura
Diplura C. L. Koch, 1850
- Diplura annectens (Bertkau, 1880) (Brasil)
- Diplura argentina (Canals, 1931) (Argentina)
- Diplura catharinensis (Mello-Leitão, 1927) (Brasil)
- Diplura erlandi (Tullgren, 1905) (Bolívia)
- Diplura fasciata (Bertkau, 1880) (Veneçuela, Brasil)
- Diplura garbei (Mello-Leitão, 1923) (Brasil)
- Diplura garleppi (Simon, 1892) (Bolívia)
- Diplura lineata (Lucas, 1857) (Brasil)
- Diplura macrura (C. L. Koch, 1841) (Cuba)
- Diplura maculata (Mello-Leitão, 1938) (Brasil)
- Diplura mapinguari Pedroso, Giupponi & Baptista, 2018
- Diplura nigra (F. O. P.-Cambridge, 1896) (Brasil)
- Diplura nigridorsi (Mello-Leitão, 1924) (Brasil)
- Diplura paraguayensis (Gerschman & Schiapelli, 1940) (Paraguai, Argentina)
- Diplura parallela (Mello-Leitão, 1923) (Argentina)
- Diplura petrunkevitchi (Caporiacco, 1955) (Veneçuela)
- Diplura riveti (Simon, 1903) (Ecuador)
- Diplura rodrigoi Pedroso, Giupponi & Baptista, 2018
- Diplura sanguinea (F. O. P.-Cambridge, 1896) (Brasil)
- Diplura studiosa (Mello-Leitão, 1920) (Brasil)
- Diplura taunayi (Mello-Leitão, 1923) (Brasil)
- Diplura uniformis (Mello-Leitão, 1923) (Brasil)

### Euagrus
Euagrus Ausserer, 1875
- Euagrus anops Gertsch, 1973 (Mèxic)
- Euagrus atropurpureus Purcell, 1903 (Sud-àfrica)
- Euagrus carlos Coyle, 1988 (Mèxic fins a Costa Rica)
- Euagrus cavernicola Gertsch, 1971 (Mèxic)
- Euagrus charcus Coyle, 1988 (Mèxic)
- Euagrus chisoseus Gertsch, 1939 (EUA, Mèxic)
- Euagrus comstocki Gertsch, 1935 (EUA)
- Euagrus formosanus Saito, 1933 (Taiwan)
- Euagrus garnicus Coyle, 1988 (Mèxic)
- Euagrus gertschi Coyle, 1988 (Mèxic)
- Euagrus guatemalensis F. O. P.-Cambridge, 1897 (Guatemala)
- Euagrus gus Coyle, 1988 (Mèxic)
- Euagrus josephus Chamberlin, 1924 (Mèxic)
- Euagrus leones Coyle, 1988 (Mèxic)
- Euagrus luteus Gertsch, 1973 (Mèxic)
- Euagrus lynceus Brignoli, 1974 (Mèxic, Guatemala)
- Euagrus mexicanus Ausserer, 1875 (Mèxic)
- Euagrus pristinus O. P.-Cambridge, 1899 (Mèxic)
- Euagrus rothi Coyle, 1988 (EUA)
- Euagrus rubrigularis Simon, 1890 (Mèxic)
- Euagrus troglodyta Gertsch, 1982 (Mèxic)
- Euagrus zacus Coyle, 1988 (Mèxic)

### Harmonicon
Harmonicon F. O. P.-Cambridge, 1896
- Harmonicon audeae Maréchal & Marty, 1998 (Guaiana Francesa)
- Harmonicon cerberus Pedroso & Baptista, 2014
- Harmonicon oiapoqueae Drolshagen & Bäckstam, 2011
- Harmonicon rufescens F. O. P.-Cambridge, 1896 (Brasil)

### Indothele
Indothele Coyle, 1995
- Indothele dumicola (Pocock, 1900) (Índia)
- Indothele lanka Coyle, 1995 (Sri Lanka)
- Indothele mala Coyle, 1995 (Índia)
- Indothele rothi Coyle, 1995 (Índia)

### Ischnothele
Ischnothele Ausserer, 1875
- Ischnothele annulata Tullgren, 1905 (Brasil, Bolívia, Paraguai, Argentina)
- Ischnothele caudata Ausserer, 1875 (Mèxic fins a Brasil)
- Ischnothele digitata (O. P.-Cambridge, 1892) (Mèxic fins al Salvador)
- Ischnothele garcia Coyle, 1995 (Hispaniola)
- Ischnothele goloboffi Coyle, 1995 (Perú)
- Ischnothele guianensis (Walckenaer, 1837) (Perú fins a Guyana)
- Ischnothele huambisa Coyle, 1995 (Perú)
- Ischnothele indicola Tikader, 1969 (Índia)
- Ischnothele jeremie Coyle, 1995 (Hispaniola)
- Ischnothele longicauda Franganillo, 1930 (Bahames, Cuba)
- Ischnothele reggae Coyle & Meigs, 1990 (Jamaica)
- Ischnothele xera Coyle & Meigs, 1990 (Jamaica)

### Lathrothele
Lathrothele Benoit, 1965
- Lathrothele catamita (Simon, 1907) (St. Tomé)
- Lathrothele cavernicola Benoit, 1965 (Congo)
- Lathrothele grabensis Benoit, 1965 (Camerun, Congo, Ruanda, Burundi)
- Lathrothele jezequeli Benoit, 1965 (Costa d'Ivori)

### Leptothele
Leptothele Raven & Schwendinger, 1995
- Leptothele bencha Raven & Schwendinger, 1995 (Tailàndia)

### Linothele
Linothele Karsch, 1879
- Linothele aequatorialis (Ausserer, 1871) (Colòmbia, Ecuador)
- Linothele agelenoides Bäckstam, Drolshagen & Seiter, 2023
- Linothele annulifila (Mello-Leitão, 1937) (Brasil)
- Linothele bicolor (Simon, 1899) (Brasil)
- Linothele cavicola Goloboff, 1994 (Ecuador)
- Linothele cousini (Simon, 1889) (Ecuador)
- Linothele cristata (Mello-Leitão, 1945) (Brasil)
- Linothele curvitarsis Karsch, 1879 (Veneçuela)
- Linothele dubia (Caporiacco, 1947) (Guyana)
- Linothele fallax (Mello-Leitão, 1926) (Brasil)
- Linothele gaujoni (Simon, 1889) (Ecuador)
- Linothele gymnognatha (Bertkau, 1880) (Brasil)
- Linothele jelskii (F. O. P.-Cambridge, 1896) (Perú)
- Linothele keithi (Chamberlin, 1916) (Perú)
- Linothele longicauda (Ausserer, 1871) (Ecuador)
- Linothele macrothelifera Strand, 1908 (Colòmbia)
- Linothele megatheloides Paz & Raven, 1990 (Colòmbia) synonym = Linothele sericata
- Linothele melloleitaoi (Brignoli, 1983) (Colòmbia)
- Linothele monticolens (Chamberlin, 1916) (Perú)
- Linothele mubii Nicoletta, Ochoa, Chaparro & Ferretti, 2022
- Linothele paulistana (Mello-Leitão, 1924) (Brasil)
- Linothele pukachumpi Dupérré & Tapia, 2015
- Linothele quori Dupérré & Tapia, 2015
- Linothele septentrionalis Drolshagen & Bäckstam, 2021
- Linothele sexfasciata (Schiapelli & Gerschman, 1945) (Veneçuela)
- Linothele soricina (Simon, 1889) (Veneçuela)
- Linothele spinosa Drolshagen & Bäckstam, 2021
- Linothele tsachilas Dupérré & Tapia, 2015
- Linothele uniformis Drolshagen & Bäckstam, 2021
- Linothele yanachanka Dupérré & Tapia, 2015
- Linothele zaia Dupérré & Tapia, 2015

### Masteria
Masteria L. Koch, 1873
- Masteria aguaruna Passanha & Brescovit, 2018
- Masteria aimeae (Alayón, 1995) (Cuba)
- Masteria amarumayu Passanha & Brescovit, 2018
- Masteria angienae Víquez, 2020
- Masteria barona (Chickering, 1966) (Trinidad)
- Masteria caeca (Simon, 1892) (Filipines)
- Masteria cavicola (Simon, 1892) (Filipines)
- Masteria chalupas Dupérré & Tapia, 2021
- Masteria colombiensis Raven, 1981 (Colòmbia)
- Masteria cyclops (Simon, 1889) (Veneçuela)
- Masteria downeyi (Chickering, 1966) (Costa Rica, Panamà)
- Masteria franzi Raven, 1991 (Nova Caledònia)
- Masteria galipote Passanha & Brescovit, 2018
- Masteria golovatchi Alayón, 1995 (Cuba)
- Masteria manauara Bertani, Cruz & Oliveira, 2013
- Masteria mutum Passanha & Brescovit, 2018
- Masteria hirsuta L. Koch, 1873 (Fiji, Micronèsia)
- Masteria jatunsacha Dupérré & Tapia, 2021
- Masteria kaltenbachi Raven, 1991 (Nova Caledònia)
- Masteria machay Dupérré & Tapia, 2021
- Masteria lasdamas Dupérré & Tapia, 2021
- Masteria lewisi (Chickering, 1964) (Jamaica)
- Masteria lucifuga (Simon, 1889) (Veneçuela)
- Masteria macgregori (Rainbow, 1898) (Nova Guinea)
- Masteria modesta (Simon, 1891) (St. Vincent)
- Masteria mutum Passanha & Brescovit, 2018
- Masteria otongachi Dupérré & Tapia, 2021
- Masteria pallida (Kulczyn'ski, 1908) (Nova Guinea)
- Masteria papallacta Dupérré & Tapia, 2021
- Masteria pasochoa Dupérré & Tapia, 2021
- Masteria pecki Gertsch, 1982 (Jamaica)
- Masteria petrunkevitchi (Chickering, 1964) (Puerto Rico)
- Masteria sabrinae Passanha & Brescovit, 2018
- Masteria simla (Chickering, 1966) (Trinidad)
- Masteria soucouyant Passanha & Brescovit, 2018
- Masteria spinosa (Petrunkevitch, 1925) (Panamà)
- Masteria tayrona Passanha & Brescovit, 2018
- Masteria toddae Raven, 1979 (Queensland)
- Masteria tovarensis (Simon, 1889) (Veneçuela)
- Masteria urdujae Rasalan & Barrion-Dupo, 2019
- Masteria yacambu Passanha & Brescovit, 2018

### Microhexura
Microhexura Crosby & Bishop, 1925
- Microhexura idahoana Chamberlin & Ivie, 1945 (EUA)
- Microhexura montivaga Crosby & Bishop, 1925 (EUA)

### Namirea
Namirea Raven, 1984
- Namirea dougwallacei Raven, 1993 (Queensland)
- Namirea eungella Raven, 1984 (Queensland)
- Namirea fallax Raven, 1984 (Nova Gal·les del Sud)
- Namirea insularis Raven, 1984 (Queensland)
- Namirea johnlyonsi Raven, 1993 (Queensland)
- Namirea montislewisi Raven, 1984 (Queensland)
- Namirea planipes Raven, 1984 (Queensland)

### Phyxioschema
Phyxioschema Simon, 1889
- Phyxioschema raddei Simon, 1889 (Àsia central)
- Phyxioschema suthepium Raven & Schwendinger, 1989 (Tailàndia)

### Stenygrocercus
Stenygrocercus Simon, 1892
- Stenygrocercus alphoreus Raven, 1991 (Nova Caledònia)
- Stenygrocercus franzi Raven, 1991 (Nova Caledònia)
- Stenygrocercus kresta Raven, 1991 (Nova Caledònia)
- Stenygrocercus recineus Raven, 1991 (Nova Caledònia)
- Stenygrocercus silvicola (Simon, 1889) (Nova Caledònia)
- Stenygrocercus simoni Raven, 1991 (Nova Caledònia)

### Siremata
- Siremata juruti Passanha & Brescovit, 2018
- Siremata lucasae Passanha & Brescovit, 2018
- Siremata valteri Passanha & Brescovit, 2018

### Striamea
Striamea Raven, 1981
- Striamea gertschi Raven, 1981 (Colòmbia)
- Striamea magna Raven, 1981 (Colòmbia)

### Thelechoris
Thelechoris Karsch, 1881
- Thelechoris rutenbergi Karsch, 1881 (Madagascar)
- Thelechoris striatipes (Simon, 1889) (est i sud d'Àfrica, Madagascar)

### Trechona
Trechona C. L. Koch, 1850
- Trechona adspersa Bertkau, 1880 (Brasil)
- Trechona cotia Pedroso, Miranda & Baptista, 2019
- Trechona diamantina Guadanuccia, Fonseca-Ferreira, Baptista & Pedroso, 2016
- Trechona excursora Pedroso, Miranda & Baptista, 2019
- Trechona lycosiformis (C. L. Koch, 1842) (Brasil, Guyana)
- Trechona rogenhoferi (Ausserer, 1871) (Brasil)
- Trechona sericata Karsch, 1879 (Colòmbia)
- Trechona uniformis Mello-Leitão, 1935 (Brasil)
- Trechona venosa (Latreille, 1832) (Brasil)
  - Trechona venosa rufa Vellard, 1924 (Brasil)

### Troglodiplura
Troglodiplura Main, 1969
- Troglodiplura lowryi Main, 1969 (Oest d'Austràlia, Sud d'Austràlia)